# Caltron 6 in 1
Caltron 6 in 1 es un multicart desarrollada y publicada en 1992 para la NES en Norteamérica por Caltron Industries, Inc. (acreditada como Caltron Ind. Inc.), una compañía de videojuegos con sede en Taiwán que estaba estrechamente relacionada con , o simplemente un seudónimo para NTDEC. En Australia, fue publicado bajo el título Real Players Pack por HES; esta versión es considerada por los coleccionistas como su juego más raro. Dynacom lanzó en cambio el cartucho como Multi Ação 6-in-1 para el mercado brasileño.
Como sugiere su título, 6 in 1 consiste en seis juegos diferentes en varios géneros, que en su mayoría son clones populares de la época. Está compuesto por: Cosmos Cop, Adam & Eve, Magic Carpet 1001, Balloon Monster, Porter y Bookyman. Estos títulos fueron lanzados previamente como formato Famicom independiente por NTDEC, a menudo bajo su marca estadounidense Mega Soft.
La compilación ha recibido malas críticas, con un crítico que afirma que los seis juegos en el juego múltiple son "uniformemente horribles y apenas de calidad de NES de primera generación", aunque son más jugables y son de "calidad mucho más alta" que otras compilaciones de videojuegos sin licencia, que citan específicamente a Action 52 de Active Enterprises como ejemplo comparativo.

## Juegos
- Cosmos Cop es un juego en pseudo-3D tipo Matamarcianos similar al Space Harrier de Sega. Sin embargo, el juego experimenta una gran cantidad de ruptura de imágenes en la pantalla debido a la capacidad limitada de NES para manejar el escalado en primera persona.[2]
- Magic Carpet 1001 es un juego de disparos con desplazamiento horizontal que se lanzó más tarde en cartuchos piratas como Aladdin III, y con algunas modificaciones gráficas y de sonido como Super Harry Potter. Además de ser el único título original en el cartucho, ha sido criticado por su pronunciada curva de dificultad.[2]
- Balloon Monster es un clon del juego de arcade de Mitchell, Pang (Buster Bros. en América del Norte).[2]
- Adam & Eve es un juego de plataforma de una sola pantalla similar a Balloon Fight de Nintendo (basado en Joust por Williams Electronics), en el que el jugador tiene que matar serpientes haciendo estallar los globos pegados a sus cabezas. También recibió críticas porque tenía muy poca relevancia con la historia bíblica homónima.[2]
- Porter es un juego de rompecabezas similar a Thinking Rabbit Sokoban y Boxxle (el primero fue creado por Hiroyuki Imabayashi), donde el jugador tiene que mover cajas a lugares específicamente marcados. Criticado por sus controles; las cajas solo se pueden mover mientras se mantiene presionado el botón A, y si se presiona accidentalmente el botón B, el nivel se reinicia automáticamente sin ninguna advertencia al jugador.[2]
- Bookyman es un hack directo de Brush Roller, el clon de otro juego de arcade: Alpha Denshi's Crush Roller (Make Trax en América del Norte y Europa), programado por Hwang Shinwei en 1990. Ambos fueron considerados inferiores a su contraparte de arcade.[2]

## Versión de Myriad

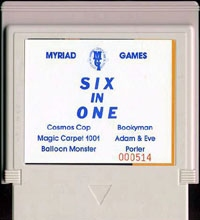
Cartucho Myriad 6 in 1

Cuando Caltron Industries, Inc. estaba fuera del negocio, una compañía con sede en Kingwood, Texas, llamada Myriad Games, Inc., compró todo su inventario existente de cartuchos de color canela. Myriad tomó los cartuchos y agregó una etiqueta muy genérica (sin arte gráfico). Luego fueron empaquetados en cajas personalizadas con un manual doblado. Cada cartucho y caja Myriad fueron numerados individualmente.
El único cambio de Myriad al producto de Caltron fue reemplazar la etiqueta con la suya propia. De hecho, los bordes de la etiqueta de Caltron aún son visibles, ya que la etiqueta Myriad es un poco demasiado pequeña para cubrirla. No se realizaron cambios en la programación, por lo tanto, el juego es exactamente el mismo, incluida la pantalla de título que aún lee "Caltron". Los seis juegos en el cartucho son idénticos al lanzamiento de Caltron.
Poco después del lanzamiento de 6 in 1, Myriad cerró su negocio por razones desconocidas. El juego se ha convertido en uno de los juegos sin licencia más raros creados para la NES. Los coleccionistas especulan que aún existen menos de 100 copias de este juego, y aún menos están completas. Las copias más valiosas del juego son aquellas con la caja, las instrucciones y el cartucho con los números de serie correspondientes. El número de serie más bajo conocido es 000003 y el más alto es 000888. Se sabe que existen al menos dos versiones selladas.